# 江分利満氏の優雅な生活
『江分利満氏の優雅な生活』（えぶりまんしのゆうがなせいかつ）は、山口瞳の小説。1961年10月 - 1962年8月、『婦人画報』に連載。
戦中派の「昭和人」江分利満の生活を通して、昭和30年代の典型サラリーマンの日常を描写する。直木賞受賞作。

## あらすじ
江分利満は、東西電機の宣伝部員で、典型的な日本のサラリーマン。大正15年生まれなので、数え年は昭和の元号と一致している戦中派である。そんな江分利が生きた昭和30年代の日常を、コミカルに描いている。連作短編の形をとっており、章立ては「しぶい結婚」「おもしろい？」「マンハント」「困ってしまう」「おふくろのうた」「ステレオがやってきた」「いろいろ有難う」「東と西」「カーテンの売れる街」「これからどうなる」「昭和の日本人」。

## 初出・書誌
『婦人画報』1961年10月号から1962年2月号に連載。1963年2月に文藝春秋から刊行された。
刊行本
- 『江分利満氏の優雅な生活』（1963年2月、文藝春秋新社）
- 『江分利満氏の優雅な生活』（1968年2月、新潮社＜新潮文庫＞/ISBN 9784101111018）
- 『山口瞳大全』第1巻収録（1992年10月、新潮社/ISBN 9784106455018）
- 『江分利満氏の優雅な生活』（2009年11月、筑摩書房＜ちくま文庫＞/ISBN 9784480426567）

## 映画
1963年には東宝の製作・配給で映画化された。東宝からDVDが発売されている。モノクロ。シネスコ。

### 解説
原作とは大きく変更された。まず原作はオムニバスでまとまったストーリーを持たなかったので、映画として1つの筋にまとめられた。また、主人公の勤める会社が東西電機からサントリーへと変更された。そして、主人公がふとしたきっかけで直木賞を受賞するというように、原作より山口瞳本人の分身に近づいている。江分利満を演じた小林の見た目も、山口本人によく似せている。
映画化が決定した当初、監督は川島雄三に決定していた。川島は「作中、主人公が社宅から一歩も出ない」という構想を持っていたようで、その通りの脚本が出来上がった。キャスティングも決定してあとは撮影に入るだけだったが川島が急死したため、急遽、岡本のもとに企画が回ってきた。
プロデューサーの藤本真澄は、社長シリーズなどのサラリーマン映画の延長上にある喜劇映画を意図していたが、それまでアクション映画やライト・コメディばかり監督していた岡本は、戦中派のボヤキを前面に押し出した、軽妙なテンポの中に重いテーマを据えた作品に仕上げた。そのため、完成作品を見た藤本は喜劇映画とは明らかに毛色の違う作風に激怒したという。作品はそのまま封切られたが客が入らず、公開は2週間の予定を1週間で打ち切られた。
アニメーションや合成技術、ストップモーション・スローモーションの多用など、岡本らしい当時としては斬新な手法が見られる。岡本も自作の中で好きな作品として挙げており、代表作のひとつである。ただし、自己を吐露する長大な終盤場面は、これまで決してエンタテインメントの枠をはみださなかった岡本監督としては異例であり、小林信彦は作品的価値とは別に観客を戸惑わせて監督の不遇を招いたと指摘している。
なお併映は、高峰秀子主演・成瀬巳喜男監督『女の歴史』。

### キャスト
- 江分利満：小林桂樹
- 夏子：新珠三千代
- 明治：東野英治郎
- みよ：英百合子
- 辺根：江原達怡
- ミチ子：田村奈巳
- 柳原：天本英世
- 佐久間正一：中丸忠雄
- 矢口純子：横山道代
- ピート：ジェリー伊藤
- 江分利の兄：平田昭彦
- 江分利の弟：太刀川寛
- 江分利の弟の妻：芝木優子
- ヨシ江：北あけみ
- 泉俊子：桜井浩子
- 田代：二瓶正也
- 庄助：矢内茂
- 赤羽常務：松村達雄
- 坂本和子：南弘子
- 柴田ルミ子：八代美紀
- 小宮：小川安三
- 川村：西条康彦
- マスター：草川直也
- トンちゃん：河美智子
- トシコ：森今日子
- 寛子：柳川慶子
- 川田野医師：堤康久
- 松本上等兵：長谷川弘
- ナポリの女：塩沢とき
- 香具師：砂塚秀夫
- 会葬者：沢村いき雄
- 看護婦：紅美恵子
- バーの客：山口瞳
- 〃：小島功
- 〃：梶山季之
- 〃：岡部冬彦
- 〃：伊丹一三
- コーラスの指揮者：佐藤勝

### スタッフ
- 製作：藤本真澄、金子正且
- 監督：岡本喜八
- 原作：山口瞳
- 脚本：井手俊郎
- 音楽：佐藤勝
- アニメーション：柳原良平

## テレビドラマ
1975年3月17日から3月28日にかけて、NHK総合テレビジョン「銀河テレビ小説」枠において同名タイトルでTVドラマ化された。全10話。ギャラクシー賞を受賞している。

### キャスト
- 江分利満：杉浦直樹
- 妻　夏子　: 樫山文枝
- 庄助　: 佐藤宏之
- 父　盛助　: 佐野浅夫
- 田沢：渥美国春
- 川村：遠藤剛
- 辺根弘子：松崎ヤスコ
- 中条静夫
- 坂本昭子：水原英子
- 柳原：名古屋章
- 加藤武
- ナレーター:小沢昭一

### スタッフ
- 脚本：山田太一
- タイトル画：柳原良平
- 演出：宮沢俊樹
- 主題歌:『風と落ち葉と旅人と』(歌:チューインガム)